# ブルーノ・ミランダ
ブルーノ・ミランダ・ビジャゴメス（Bruno Miranda Villagomez、1998年2月10日 - ）は、ボリビア・サンタクルス県サンタ・クルス・デ・ラ・シエラ出身のサッカー選手。ポジションはFW。

## 来歴
2014年の地元のクルブ・カジェハスのユースチームに入団した後、翌2015年にチリの名門ウニベルシダ・デ・チレに入団し、2016年にプロデビュー。2017年8月にメジャーリーグサッカーのD.C. ユナイテッドに移籍した。

## ボリビア代表
15歳の時の2013年から、ユース世代のボリビア代表に招集され、2016年にフル代表に招集されている。